# Ildegarda di Baviera
Ildegarda Luisa Carlotta di Wittelsbach (Würzburg, 10 giugno 1825 – Vienna, 2 aprile 1864) fu una principessa della Casata di Wittelsbach per nascita e divenne per matrimonio duchessa di Teschen ed arciduchessa d'Austria.

## Biografia

### Infanzia

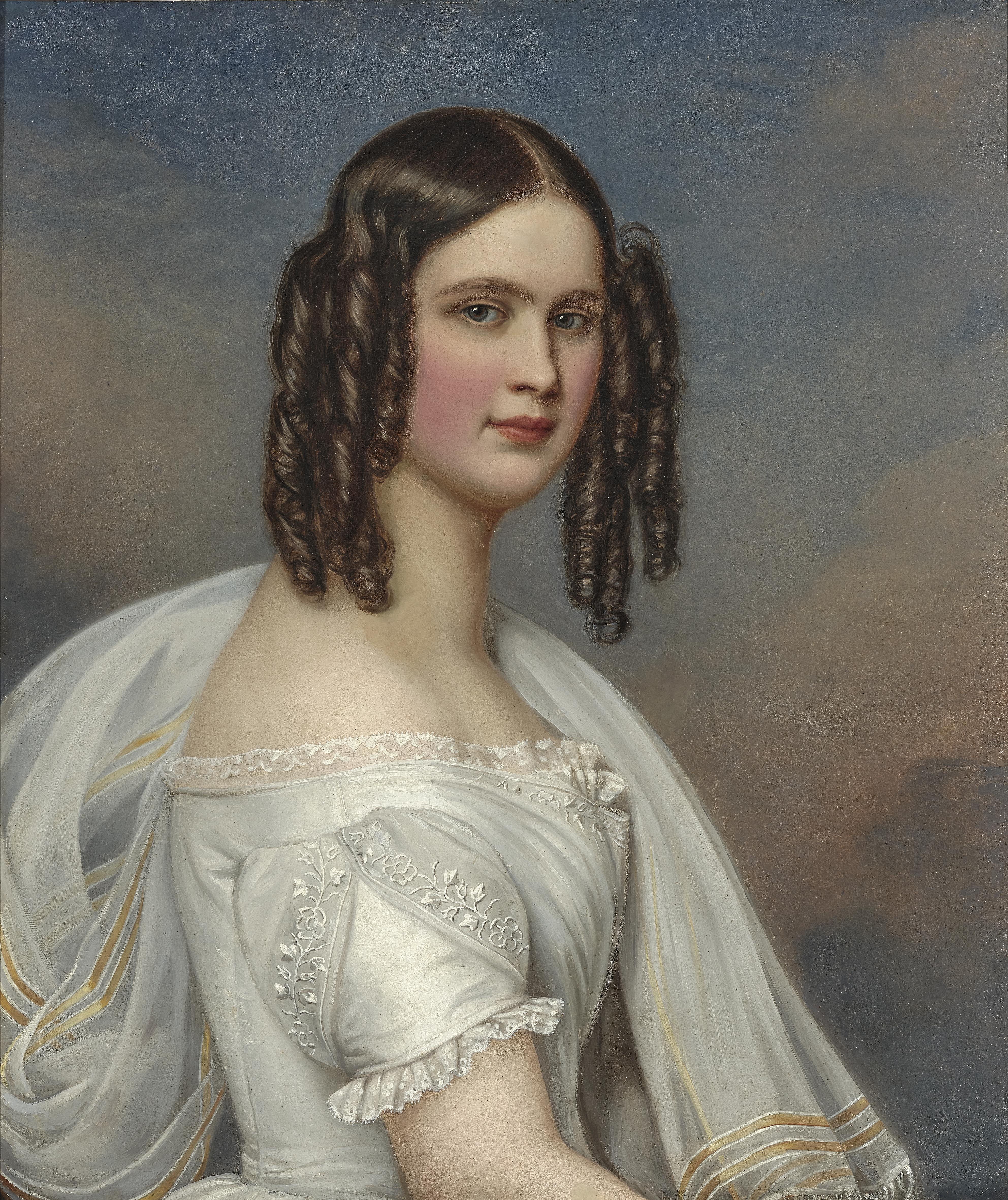
La principessa Ildegarda di Baviera ritratta da Joseph Karl Stieler nel 1844

Nacque a Würzburg nel Regno di Baviera il 10 giugno 1825. Era la settima figlia del re Ludovico I di Baviera e della consorte Teresa di Sassonia-Hildburghausen.

### Matrimonio

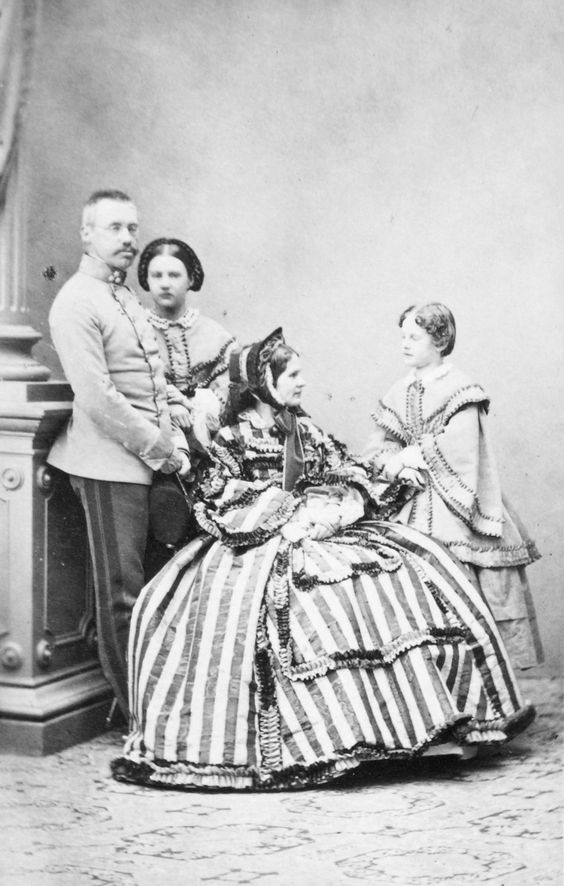
Il duca Alberto d'Asburgo-Teschen fotografato con la moglie Ildegarda di Baviera e le due figlie

Venne data in sposa ad Alberto d'Asburgo-Teschen, nipote dell'imperatore Leopoldo II d'Asburgo-Lorena. Il matrimonio venne celebrato il 1º maggio 1844 a Monaco e sancì l'unione tra due grandi dinastie europee: i Wittelsbach e gli Asburgo. Ebbero tre figli.
Dopo la nascita della sua seconda figlia, Ildegarda fece numerosi soggiorni termali, per avere altri bambini. Dal momento che il marito, l'arciduca Alberto, era rimasto senza un erede maschio, adottarono il nipote, l'arciduca Federico. Questi ereditò, dopo la morte di Alberto, tutti i beni e le proprietà.
Ildegarda di Baviera era cugina dell'imperatrice austriaca Elisabetta. Era una donna religiosa, patrona di numerose associazioni di solidarietà.

### Morte

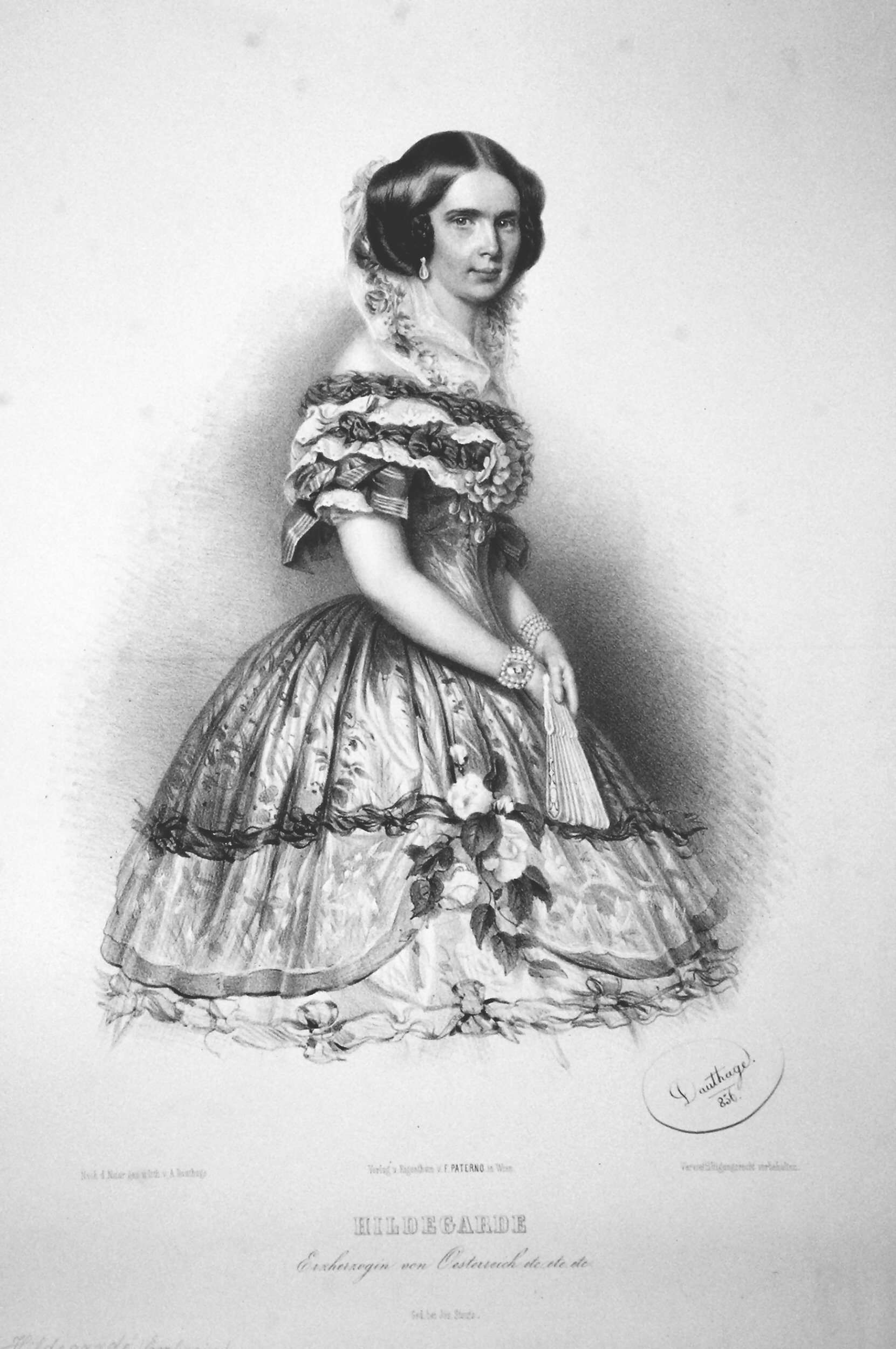
Ildegarda, duchessa di Teschen, in una litografia d'epoca

Durante il suo soggiorno a Monaco di Baviera per il funerale di suo fratello, il re Massimiliano II (1811 - 1864), nel marzo 1864, l'arciduchessa Ildegarda si ammalò di una infiammazione polmonare e pleurite, della quale morì. È sepolta nella cripta dei Cappuccini a Vienna.

## Discendenza

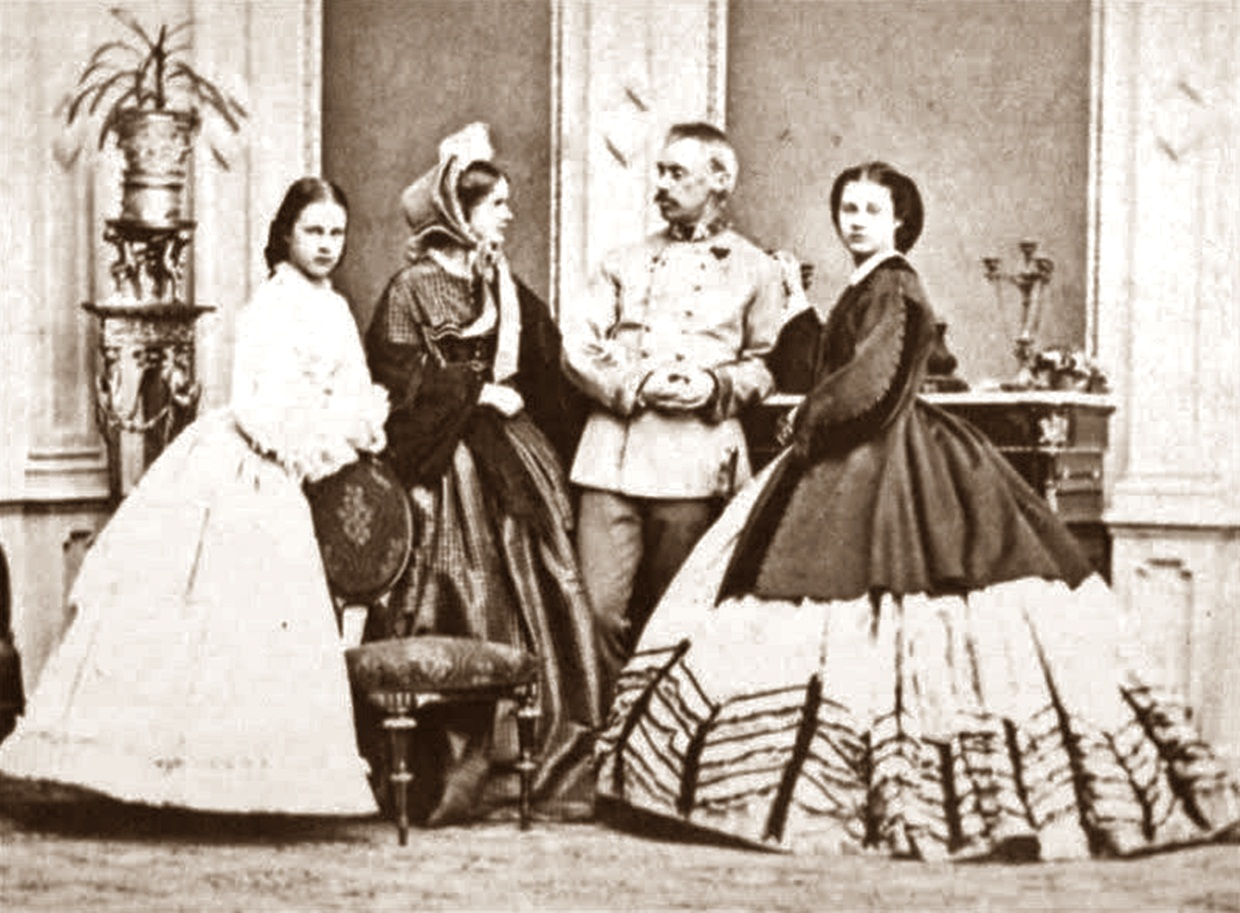
L'arciduca Alberto d'Asburgo-Teschen e la sua famiglia in una fotografia d'epoca

La principessa Ildegarda di Baviera e l'arciduca Alberto d'Asburgo-Teschen ebbero:
- Maria Teresa (15 luglio 1845-8 ottobre 1927), sposò il duca Filippo di Württemberg;
- Carlo (3 gennaio 1847-19 luglio 1848), morto nell'infanzia;
- Matilde (25 gennaio 1849-6 giugno 1867).

## Ascendenza
|                                       |                                                 |                                                        | Genitori                                                              |  |  | Nonni |  |  | Bisnonni                                   |  |  | Trisnonni                                |  |
|                                       |                                                 |                                                        |                                                                       |  |  |       |  |  | Federico Michele di Zweibrücken-Birkenfeld |  |  | Cristiano III del Palatinato-Zweibrücken |  |
|                                       |                                                 |                                                        |                                                                       |  |  |       |  |  | Federico Michele di Zweibrücken-Birkenfeld |  |  | Cristiano III del Palatinato-Zweibrücken |  |
|                                       |                                                 | Carolina di Nassau-Saarbrücken                         |                                                                       |  |  |       |  |  | Federico Michele di Zweibrücken-Birkenfeld |  |  |                                          |  |
| Massimiliano I Giuseppe di Baviera    |                                                 |                                                        |                                                                       |  |  |       |  |  | Federico Michele di Zweibrücken-Birkenfeld |  |  |                                          |  |
|                                       |                                                 | Maria Francesca del Palatinato-Sulzbach                | Giuseppe Carlo del Palatinato-Sulzbach                                |  |  |       |  |  |                                            |  |  |                                          |  |
|                                       |                                                 | Maria Francesca del Palatinato-Sulzbach                | Giuseppe Carlo del Palatinato-Sulzbach                                |  |  |       |  |  |                                            |  |  |                                          |  |
|                                       |                                                 | Maria Francesca del Palatinato-Sulzbach                | Elisabetta Augusta Sofia del Palatinato-Neuburg                       |  |  |       |  |  |                                            |  |  |                                          |  |
| Ludovico I di Baviera                 |                                                 | Maria Francesca del Palatinato-Sulzbach                |                                                                       |  |  |       |  |  |                                            |  |  |                                          |  |
|                                       |                                                 | Giorgio Guglielmo d'Assia-Darmstadt                    | Luigi VIII d'Assia-Darmstadt                                          |  |  |       |  |  |                                            |  |  |                                          |  |
|                                       |                                                 | Giorgio Guglielmo d'Assia-Darmstadt                    | Luigi VIII d'Assia-Darmstadt                                          |  |  |       |  |  |                                            |  |  |                                          |  |
|                                       |                                                 | Giorgio Guglielmo d'Assia-Darmstadt                    | Carlotta Cristina Maddalena Giovanna di Hanau-Lichtenberg             |  |  |       |  |  |                                            |  |  |                                          |  |
| Augusta Guglielmina d'Assia-Darmstadt |                                                 | Giorgio Guglielmo d'Assia-Darmstadt                    |                                                                       |  |  |       |  |  |                                            |  |  |                                          |  |
|                                       |                                                 | Maria Luisa Albertina di Leiningen-Dagsburg-Falkenburg | Cristiano Carlo Reinardo di Leiningen-Dachsburg-Falkenburg-Heidesheim |  |  |       |  |  |                                            |  |  |                                          |  |
|                                       |                                                 | Maria Luisa Albertina di Leiningen-Dagsburg-Falkenburg | Cristiano Carlo Reinardo di Leiningen-Dachsburg-Falkenburg-Heidesheim |  |  |       |  |  |                                            |  |  |                                          |  |
|                                       |                                                 | Maria Luisa Albertina di Leiningen-Dagsburg-Falkenburg | Caterina Polissena di Solms-Rödelheim-Assenheim                       |  |  |       |  |  |                                            |  |  |                                          |  |
| Ildegarda di Baviera                  |                                                 | Maria Luisa Albertina di Leiningen-Dagsburg-Falkenburg |                                                                       |  |  |       |  |  |                                            |  |  |                                          |  |
|                                       | Ernesto Federico III di Sassonia-Hildburghausen | Ernesto Federico II di Sassonia-Hildburghausen         |                                                                       |  |  |       |  |  |                                            |  |  |                                          |  |
|                                       | Ernesto Federico III di Sassonia-Hildburghausen | Ernesto Federico II di Sassonia-Hildburghausen         |                                                                       |  |  |       |  |  |                                            |  |  |                                          |  |
|                                       | Ernesto Federico III di Sassonia-Hildburghausen | Carolina di Erbach-Fürstenau                           |                                                                       |  |  |       |  |  |                                            |  |  |                                          |  |
| Federico di Sassonia-Altenburg        | Ernesto Federico III di Sassonia-Hildburghausen |                                                        |                                                                       |  |  |       |  |  |                                            |  |  |                                          |  |
|                                       |                                                 | Ernestina Augusta di Sassonia-Weimar                   | Ernesto Augusto I di Sassonia-Weimar                                  |  |  |       |  |  |                                            |  |  |                                          |  |
|                                       |                                                 | Ernestina Augusta di Sassonia-Weimar                   | Ernesto Augusto I di Sassonia-Weimar                                  |  |  |       |  |  |                                            |  |  |                                          |  |
|                                       |                                                 | Ernestina Augusta di Sassonia-Weimar                   | Sofia Carlotta di Brandeburgo-Bayreuth                                |  |  |       |  |  |                                            |  |  |                                          |  |
| Teresa di Sassonia-Hildburghausen     |                                                 | Ernestina Augusta di Sassonia-Weimar                   |                                                                       |  |  |       |  |  |                                            |  |  |                                          |  |
|                                       |                                                 | Carlo II di Meclemburgo-Strelitz                       | Carlo Ludovico Federico di Meclemburgo-Strelitz                       |  |  |       |  |  |                                            |  |  |                                          |  |
|                                       |                                                 | Carlo II di Meclemburgo-Strelitz                       | Carlo Ludovico Federico di Meclemburgo-Strelitz                       |  |  |       |  |  |                                            |  |  |                                          |  |
|                                       |                                                 | Carlo II di Meclemburgo-Strelitz                       | Elisabetta Albertina di Sassonia-Hildburghausen                       |  |  |       |  |  |                                            |  |  |                                          |  |
| Carlotta di Meclemburgo-Strelitz      |                                                 | Carlo II di Meclemburgo-Strelitz                       |                                                                       |  |  |       |  |  |                                            |  |  |                                          |  |
|                                       |                                                 | Federica Carolina Luisa d'Assia-Darmstadt              | Giorgio Guglielmo d'Assia-Darmstadt                                   |  |  |       |  |  |                                            |  |  |                                          |  |
|                                       |                                                 | Federica Carolina Luisa d'Assia-Darmstadt              | Giorgio Guglielmo d'Assia-Darmstadt                                   |  |  |       |  |  |                                            |  |  |                                          |  |
|                                       |                                                 | Federica Carolina Luisa d'Assia-Darmstadt              | Maria Luisa Albertina di Leiningen-Dagsburg-Falkenburg                |  |  |       |  |  |                                            |  |  |                                          |  |
|                                       |                                                 | Federica Carolina Luisa d'Assia-Darmstadt              |                                                                       |  |  |       |  |  |                                            |  |  |                                          |  |